# 牛窓テレモーク
牛窓テレモーク（うしまどテレモーク、Ushimado Tepemok）は、2021年に開設された、岡山県瀬戸内市牛窓に位置する複合施設である。もと瀬戸内市立牛窓診療所であった建物を改装したものであり、「文芸的で公共的な交流の拠点」をつくることを目的としている。「テレモーク」という名前は、牛窓に長年住んでいた文芸学者の西郷竹彦が翻訳した絵本である『ちいさいおしろ（ロシア語: Теремок）』に由来する。

## 沿革

### 牛窓診療所の閉鎖と民間活用に向けての動き
牛窓診療所は、旧牛窓町立牛窓病院として1945年に開院した。本館は1965年に改築され、当時の建物は病院の閉鎖まで供用されつづけた。牛窓町が瀬戸内市に合併された2008年以降、入院機能は瀬戸内市立瀬戸内市民病院に移管され、無床診療所として運営されていた。元来より、2016年の瀬戸内市民病院改造にあわせて閉鎖される予定であったが、2015年に電気系統が故障したためその前年より休診を余儀なくされ、2016年3月31日をもって正式に閉鎖された。閉鎖の時点で、施設に関する今後の方針は存在しなかった。
瀬戸内市役所で移住促進業務を担当していた松井隆明は、同施設を民間活用することで地域活性化と移住者の増加を促そうと考えた。しかし、診療所の閉鎖自体が地元住民の理解を得られないままおこなわれた苦渋の決断であったということもあり、住民感情の側面からの懸念の声が上がった。松井は旧診療所の民間活用をおこなうにあたっての準備として、総務省の企画する「公共施設オープンリノベーションマッチングコンペティション」に牛窓診療所を応募した。同コンペが実際の事業化には繋がることはなかったものの、2事業者から提案が上がり、市役所で働く人の多くが同施設の潜在的可能性を認識するようになった。2017年には有休化した公共施設の民間活用を目指すプラットフォームである、公共R不動産の協力の下、サウンディングツアーが開催された。さらに、民間事業者受け入れのための施設改修として、機械設備の撤去および防水・耐震工事がおこなわれた。また、2018年にはサウンディングツアーで始まった対話の場をより深めていくという目的のもと、牛窓デザインミーティングが開催された。同事業は瀬戸内市の官民連携まちなか再生推進事業の一部として位置づけられ、2018年までに事業コンセプト、募集要項、審査要領の策定がおこなわれた。
2018年には、公式に運営事業者選定に向けた取組みがおこなわれた。事業者公募に向けての審査基準としては、「理解・愛着の深度（20点）」「事業実施体制（25点）」「事業計画（35点）」「収支・資金計画（15点）」「土地貸付料（5点）」の5点（計100点）が採用された。「理解・愛着の深度」に重きを置くこの規準は公募において珍しいものであるが、これはかつて牛窓がリゾート地として開発され、多くの資本が投下されたにもかかわらず、そのほとんどが失敗したことが、地域の「苦い記憶」としてのこっていることに起因する。

### テレモークの開設

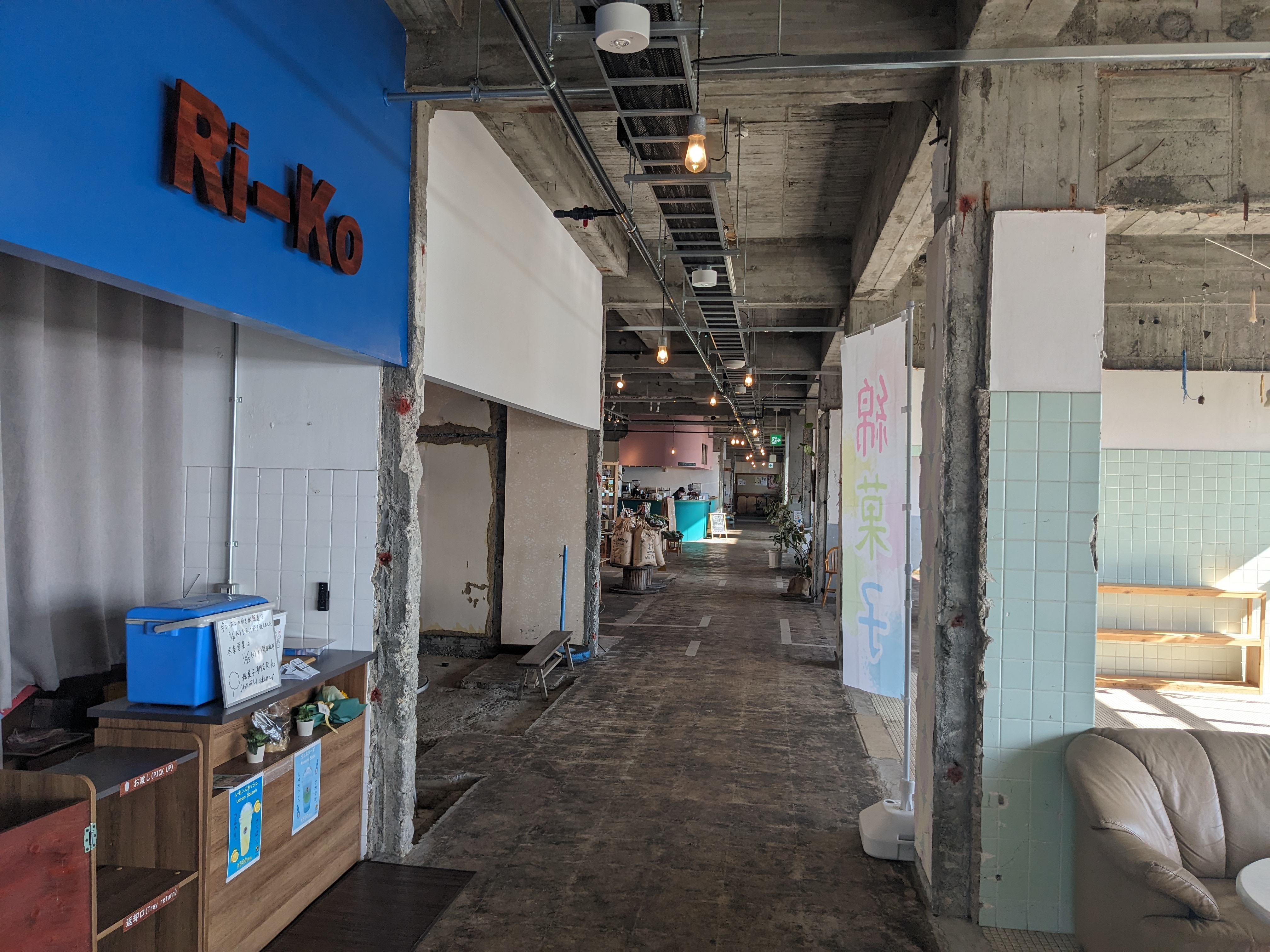
施設内観(2023年)

公募により、株式会社牛窓テレモーク・株式会社西舎の共同企業体が事業者として選定された。同社の代表である小林宏志は、牛窓で2008年よりカフェを経営していた。契約締結後の2019年から本工事をはじめるまでの2020年までのあいだにも、診療所を活用した音楽イベントやマーケット、アーティストによる展示といった、多くの催事がおこなわれた。また、2021年には備前日生信用金庫が民間都市開発推進機構と連携して総額6000万円の「備前日生しんきんまちづくりファンド」を創設し、テレモークに1000万円を貸し付けた。
テレモークは、2021年6月21日に正式に開館した。当日には施設の庭の芝張りがワークショップ形式でおこなわれたほか、同27日には武久顕也瀬戸内市長がオリーブの木を植樹した。通常の複合施設においては、開設当初にすべてのテナントを埋めることが一般的であるが、テレモークにおいてはテナントを完全に埋めることなく、「ムラの集落ができるように1軒、2軒と空間が充実していく」ことを理想とする経営方針を取った。これについて、施設運営を担当する株式会社西舎の代表者である打谷直樹は、「従来の商業施設ではテナントを100%埋めてオープン時にピークを迎えるというあり方が当然とされていたが、100%の密度で施設を運営すると、時代の変化に対応しきれないし、施設の鮮度が維持しづらい」として、「事業をゆっくり育み、10年後くらいにピークを迎える」ことが同施設の目標であると論じている。

## 施設
- テレモークカフェ - カフェ[13]
- LOGV - フラワーショップ[13]
- モリスケ - シフォンケーキ専門店[13]
- Ri-Ko - かき氷店[13]
- つながりOrganic みなとマート - 自然食品店[13]